# Flaga Nowego Jorku
Flaga Nowego Jorku – przedstawia trzy kolory:
- Niebieski (z lewej)
- Biały (pośrodku)
- Pomarańczowy (z prawej)

Pośrodku flagi znajduje się niebieski zarys pieczęci miasta.